# Справжня історія Іхтіандра
Справжня історія Іхтіандра — український фільм режисера Сергія Рахманіна.

## Про фільм
За мотивами роману Олександра Бєляєва «Людина-амфібія». Зйомки проходили в Україні, Аргентина, Німеччина. Фільм частково фінансувався за рахунок державного бюджету.
Одного зимового вечора у вуличному кафе в Німеччині відбувається зустріч старого письменника Ольсена з молодим журналістом з Аргентини. Напевно, цей вечір був особливий, оскільки Ольсен раптом розказав таємничу і загадкову історію зі свого життя: в післявоєнні роки в далекій провінції на Ріо-де-Ла-Плата, Ольсен зустрівся з людиною-амфібією, неймовірним створінням хірурга Сальвадора. Вражений на все життя, Ольсен так досі і не зміг нікому розказати про цей факт, боячись уславитися божевільним.